# Hampea dukei
Hampea dukei é uma espécie de angiospérmica da família das Malvaceae.
Apenas pode ser encontrada no seguinte país: Panamá.